# Happy Song
Singles par Boney M.
Kalimba de Luna
(1984) My Chérie Amour
(1985)
Happy Song est une chanson du groupe de disco italien Baby's Gang (en) sorti en single en 1983.
La chanson a été reprise par le groupe Boney M., dont la version est sortie en single à la fin de 1984 et est devenue un hit majeur en Allemagne. (Elle a atteint la 7e place en Allemagne, la 15e place en Autriche, la 21e place en Suisse et la 29e place en Belgique néerlandophone.)